# Álex Cuba
Alexis Puentes, más conocido por su nombre artístico Álex Cuba, es un cantautor, músico y compositor cubano nacionalizado canadiense que canta en español e inglés. Ha ganado dos Premios Juno por el álbum World Music del año: en 2006 por Humo de Tabaco, y en 2008 por su segundo álbum, Agua del Pozo. En 2010 ganó el Grammy Latino al Mejor Artista Nuevo. Su álbum de 2015, Healer, le valió un Premio Grammy Latino al Mejor Álbum de Cantautor y una nominación al Premio Grammy como Mejor Álbum Pop Latino.

## Biografía
Alex Cuba nació en Cuba, pasando su infancia en Artemisa, el hijo del guitarrista y maestro de música Valentín Puentes. Comenzó a tocar la guitarra a los seis años. Como adulto, cambió a los estilos de fusión de jazz. Inmigró a Canadá en 1999 después de casarse con una canadiense en Cuba. Él y su hermano gemelo Adonis se establecieron primero en Victoria, Columbia Británica, y trabajaron como un dúo llamado Puentes Brothers, recibiendo una nominación al Premio Juno como Mejor Álbum Global en los Premios Juno de 2001. Se separaron como banda para lanzar carreras en solitario en 2004, pero han seguido cantando canciones. Comenzaron carreras en solitario en 2004, pero continuaron su asociación de composición, con Adonis coescribiendo dos de las canciones en Agua Del Pozo. En 2003, Cuba se mudó a Smithers, Columbia Británica, la ciudad natal de su esposa, Sarah, cuyo padre es el político Bill Goodacre. Tienen tres hijos: Daniel, Rose y Owen Puentes.
Los colaboradores en su debut, Humo De Tabaco, incluyen a Ron Sexsmith y Corinne Bailey Rae . "Lo Mismo Que Yo", un dúo con Sexsmith, se convirtió en un éxito en la lista de singles del Reino Unido, llegando al # 52.
En 2009, coescribió y grabó un dúo con la también canadiense Nelly Furtado. "Mi Plan" resultó ser la canción principal de su cuarto álbum de estudio del mismo nombre. Cuba coescribió más de la mitad de las canciones en el álbum de Furtado.
Su música refleja principalmente influencias latinas y africanas, pero con una mezcla de funk, jazz y pop.
Recibió un Grammy Latino el 21 de noviembre de 2013.
En 2016, Alex Cuba actuó como parte de la celebración nacional del Día de Canadá en Parliament Hill en Ottawa.

## Discografía
- Los hermanos Puentes:
  - 2001: Morumba Cubana
- En solitario:
  - 2004: Humo de Tabaco
  - 2007: Agua del Pozo
  - 2009: Alex Cuba
  - 2012: Ruido En El Sistema - Static In The System
  - 2015: Healer
  - 2017: Lo Único Constante

## Premios y nominaciones

### Premios Grammy
Los premios Grammy son otorgados anualmente por la Academia Nacional de Artes y Ciencias de la Grabación en los Estados Unidos. Alex Cuba obtuvo tres nominaciones.
| Año  | Obra nominada      | Premio                 | Resultado |
| ---- | ------------------ | ---------------------- | --------- |
| 2011 | Alex Cuba          | Mejor álbum pop latino | Nominado  |
| 2016 | Healer             | Mejor álbum pop latino | Nominado  |
| 2018 | Lo Único Constante | Mejor álbum pop latino | Nominado  |

## Premios Grammy Latinos
Los premios Grammy Latinos son otorgados anualmente por la Academia Latina de Artes y Ciencias de la Grabación en los Estados Unidos. Cuba ha obtenido 6 nominaciones y ganó cuatro en la categoría de mejor nuevo artista en 2010, mejor canción tropical por "Toma mi vida" en 2012, mejor vídeo musical en 2013 por "Eres Tú" y mejor álbum de cantautor por Healer en el 2015.
| Año  | Obra nominada      | Premio                            | Resultado |
| ---- | ------------------ | --------------------------------- | --------- |
| 2010 | Álex Cuba          | Mejor nuevo artista               | Ganador   |
| 2010 | Álex Cuba          | Mejor álbum vocal pop masculino   | Nominado  |
| 2012 | «Toma mi vida»     | Mejor canción tropical            | Ganador   |
| 2013 | «Eres tú»          | Mejor video musical versión corta | Ganador   |
| 2015 | Healer             | Mejor álbum cantautor             | Ganador   |
| 2017 | Lo Único Constante | Mejor álbum cantautor             | Nominado  |